# 755년

## 연호
- 당(唐) 천보(天寶) 14재
- 일본(日本) 덴표쇼호(天平勝宝) 7세

## 기년
- 당(唐) 현종(玄宗) 44년
- 신라(新羅) 경덕왕(景德王) 14년
- 발해(渤海) 문왕(文王) 19년

## 사건
당나라에서 안사의 난이 발생하였다.

## 사망
- 당나라의 고구려 출신 장군 고선지.